# Montamisé
Montamisé es una población y comuna francesa, situada en la región de Poitou-Charentes, departamento de Vienne, en el distrito de Poitiers y cantón de Poitiers-7.

## Demografía
| 738 | 715 | 669 | 726 | 900 | 846 | 935 | 977 | 983 | 1 034 | 1 002 | 898 | 1 061 | 1 142 | 1 130 | 1 030 | 993 | 987 | 984 | 930 | 910 | 880 | 824 | 865 | 779 | 890 | 886 | 961 | 1 300 | 1 787 | 2 164 | 2 615 | 3 031 |
| Para los censos de 1962 a 1999 la población legal corresponde a la población sin duplicidades (Fuente: INSEE [Consultar]) |     |     |     |     |     |     |     |     |       |       |     |       |       |       |       |     |     |     |     |     |     |     |     |     |     |     |     |       |       |       |       |       |